# Portland (Michigan)
Portland est une ville du comté de Ionia, dans l'État du Michigan, aux États-Unis. En 2020, sa population était de 3 796 habitants.